# أعسر (اسم)
أَعْسَر هو اسم علم مذكر من أصل عربي، ومعناه هو الشديد الضيق ومن يستخدم يده اليسرى بدل اليمنى في أموره.